# Adriana Eeckhout
Adriana Eeckhout, född 1650, död efter 1722, var en nederländsk skådespelare. 
Hon var dotter till musikern Rochus Conrad Eeckhout (ca. 1630-1701) och skådespelaren Susanna van Lee (1630–1700), och gifte sig med skådespelaren Nicolaas Rigo. Hon var mor till skådespelarna Anna Maria Rigo och Isabella Rigo. 
Hon var engagerad vid Amsterdamse Schouwburg i Amsterdam från 1678 till 1718. Efter sin makes död 1690 uppträdde hon ofta i resande teatersällskap under teaterns sommaruppehåll för att försörja sina många barn. Hon avslutade sin anställning på Schouwburg 1718 och fortsatte på annat håll till 1722, efter vilket hon inte är dokumenterade någonstans. 
Hon fick mycket god kritik och var en känd person, omtalad för sin förmåga både som skådespelare och pjäsförfattare. Hon var med framgång verksam som granskare av teaterns scentexter och ändrade också i dem; bland annat kritiserade hon Ludolph Smids sorgspel Konradyn, koning van Napels en Sicilien (1686).